# NGC 1433
NGC 1433 est une galaxie spirale barrée située dans la constellation de l'Horloge. NGC 1433 a été découverte par l'astronome australien James Dunlop en 1826.

## Caractéristiques
La classe de luminosité de NGC 1433 est I-II et elle présente une large raie HI. C'est aussi une galaxie active de type Seyfert 2.

### Distance
Sa vitesse par rapport au fond diffus cosmologique est de 1 013 ± 4 km/s, ce qui correspond à une distance de Hubble de 15,0 ± 1,1 Mpc (∼48,9 millions d'al).
À ce jour, huit mesures non basées sur le décalage vers le rouge (redshift) donnent une distance de 9,475 ± 1,080 Mpc (∼30,9 millions d'al), ce qui est à l'extérieur des valeurs de la distance de Hubble. Puisque cette galaxie est relativement rapprochée du Groupe local, il est probable que cette valeur soit plus près de la distance réelle de NGC 1433. Notons cependant que c'est avec la valeur moyenne des mesures indépendantes, lorsqu'elles existent, que la base de données NASA/IPAC calcule le diamètre d'une galaxie.

## Morphologie
NGC 1433 a été utilisée par Gérard de Vaucouleurs comme une galaxie de type morphologique (R1')SB(r)ab dans son atlas des galaxies,.

### Un disque entourant le noyau

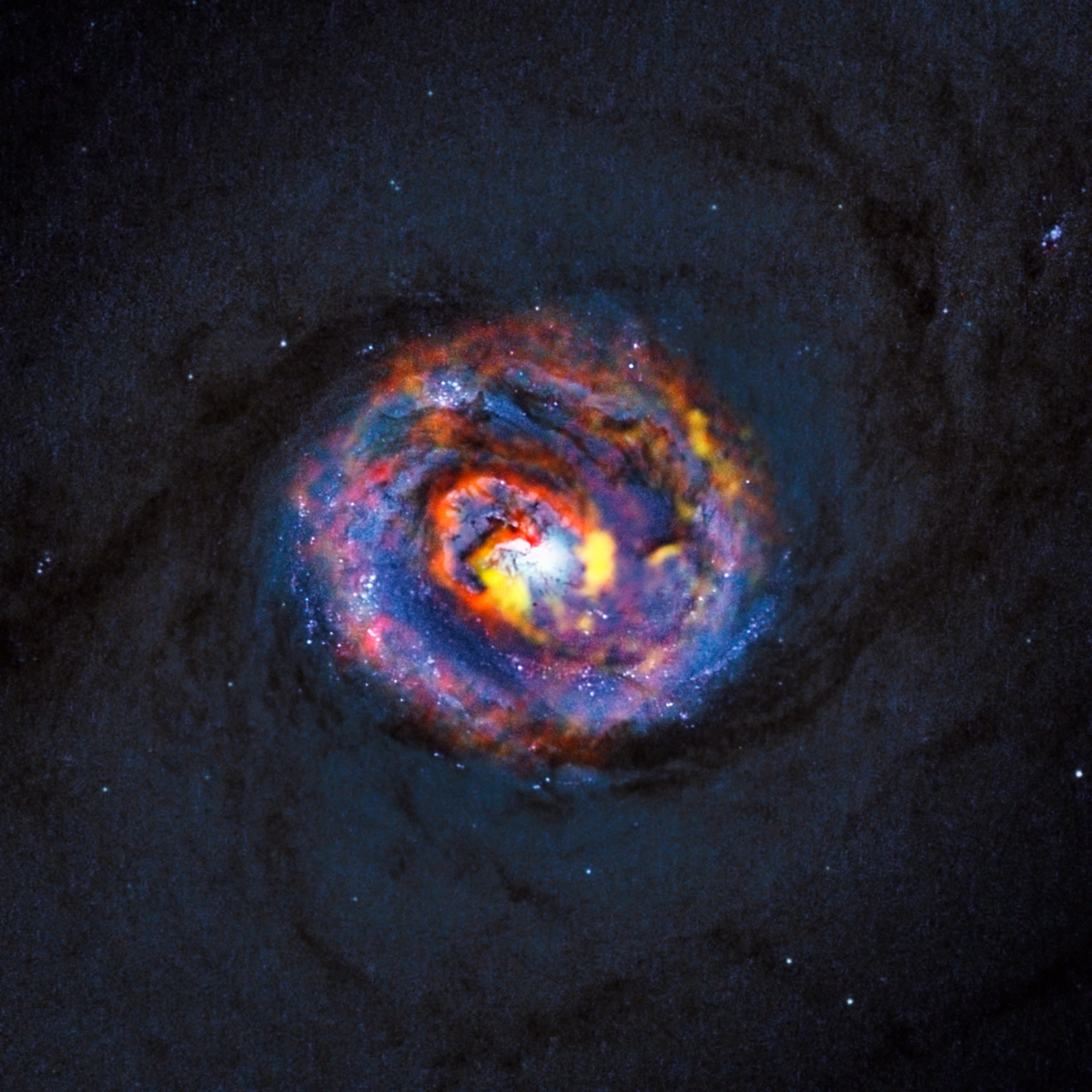
Partie centrale de la galaxie NGC 1433. Cette image est une composition réalisée à partir des images du télescope spatial Hubble et des données du réseau de radiotélescopes ALMA.

Grâce aux observations du télescope spatial Hubble, on a détecté un disque de formation d'étoiles autour du noyau de NGC 1433. La taille de son demi-grand axe est estimée à 550 pc (~1795 années-lumière).

## Trou noir supermassif
Dans un article publié en 2015 et basé sur les obervations réalisées à l'aide du réseau de radiotélescopes ALMA, la masse du trou noir supermassif au centre de NGC 1433 a été estimée à 1,74 × 106 {\displaystyle M_{\odot }}.
Selon les auteurs d'un article publié en 2012, la connaissance de la masse d'un trou noir central et du taux d'accrétion par celui-ci permet d'estimer le taux de formation d'étoiles dans la région centrale des galaxies de type Seyfert. Ce taux pour NGC 1433 serait à l'intérieur et à l'extérieur d'un rayon de 1 kpc respectivement de 0,069 {\displaystyle M_{\odot }}/an  et de 0,17 {\displaystyle M_{\odot }}/an
.

## Supernova
La supernova SN 1985P a été découverte dans NGC 1433 le 10 octobre 1985 par l'astronome amateur australien Robert Evans. Cette supernova était de type II.

## Groupe de NGC 1433
La galaxie NGC 1433 ainsi que les galaxies NGC 1411, NGC 1448, NGC 1493, NGC 1494, NGC 1495, NGC 1527, IC 1970, IC 2000 et ESO 249-36 (PGC 14225) font partie du groupe de NGC 1433.
Toutefois, selon un article publié par A.M. Garcia en 1993, NGC 1448 est la galaxie la plus grosse et la plus brillante d'un groupe de galaxies qui porte son nom. Le groupe de NGC 1448 compte cinq galaxies. En plus de NGC 1448, les quatre autres galaxies du groupe sont IC 1970, NGC 1411, PGC 13390 et PGC 13409. Les autres galaxies du groupe de NGC 1433 de Powell se retrouvent dans le groupe de NGC 1493 indiqué dans l'article de Powell.
La distance moyenne des galaxies groupe de NGC 1433 de Powell est de 15,5 Mpc, celle du groupe de NGC 1448 de 15,1 Mpc et celle du groupe de NGC 1493 de 14,8 Mpc. Les galaxies NGC 1433, NGC 1495, NGC 1527 et PGC 14225 du groupe de NGC 1433 (Powell) ne figurent ni dans le groupe de NGC 1448 ni dans celui de NGC 1493. Si on réunissait toutes les galaxies mentionnées par Powell et Garcia en un seul groupe, celui-ci renfermerait 15 galaxies dont la distance moyenne serait de 14,1 ± 1,7 Mpc.